# 千葉県の市町村歌一覧
千葉県の市町村歌一覧（ちばけんのしちょうそんかいちらん）は、日本の千葉県に属する市町村で制定されている、もしくは過去に制定されていた市町村歌などの自治体歌やそれに準じた楽曲の一覧である。なお、一覧の順序は全国地方公共団体コード順による。

## 概説
県庁所在地の千葉市では1929年（昭和3年）に市歌が制定され、銚子市や船橋市でも戦前に作られた市歌が現存している。その他の市では戦後の1940年代後半から1950年代に作られたものと1960年代以降に人口の増加で市制を施行した自治体が制定したものに大別されるが、1990年代以降に市制を施行した旧町では市歌が無く市民音頭のみが存在する自治体も見られる。2014年（平成26年）には習志野市が2代目の新市歌を制定した。
前述の銚子市や船橋市だけでなく野田市や浦安市のように市制施行と同時に市歌を制定した自治体が多いことも大きな特徴であるが、平成の大合併で新たに誕生した市での市歌制定の動きは低調である。町村部は町民音頭のみを制定している所が大半だが、長生郡では他の郡よりも制定率が高めである。

## 千葉市
- 千葉市歌[2] - 1929年（昭和3年）制定

作詞：落合栄一 校閲：白鳥省吾 作曲：弘田龍太郎
- 心の飛行船[2] - 1992年（平成4年）発表

作詞：大津あきら 作曲・編曲：三枝成彰
政令指定都市移行記念市イメージソング。

### 千葉市の区民音頭
千葉市の一部の区では独自に区民音頭が作られている。
- 稲毛区‥稲毛区民音頭

作詞：下地亜記子 作曲：近江孝彦
- 若葉区‥若葉区民音頭 - 1999年（平成11年）発表[3]

作詞：宮崎弥香 作曲：寺内昭
- 緑区‥緑区民音頭 集う街 - 2000年（平成12年）発表[4]

作詞：近藤文子 作曲：山口正美

## その他市部
銚子市
- 銚子市歌[5] - 1933年（昭和8年）発表・1936年（昭和11年）1月27日制定

作詞：山崎晋道 校閲：佐佐木信綱 作曲：弘田龍太郎
市制施行記念。
市川市
- 市川市歌[6] - 1949年（昭和24年）11月制定

作詞：田沢武男 作曲：古関裕而
市制15周年記念。
- 市川讃歌 透明の蕊の蕊[6] - 1999年（平成11年）制定

作詞：宗左近 作曲：三善晃
ちば文化祭地域文化振興事業・市制65周年記念市民愛唱歌。
船橋市
- 船橋市歌 - 1937年（昭和12年）4月1日制定

作詞：乗松昭博 作曲：山本昇
市制施行記念。長らく存在を忘れ去られていたものの楽譜が発見され、2007年（平成19年）の市制70周年記念式典で演奏された。
館山市
- わがまち館山[8] - 1960年（昭和35年）制定

作詞：山口晋一 作曲：明本京静
市制20周年記念。
- 館山讃歌 さらに彼方を[8] - 1989年（平成元年）制定

作詞：宗左近 作曲：三善晃
市制50周年記念市民愛唱歌。
木更津市
- 木更津市民歌[9] - 1948年（昭和23年）11月3日制定

作詞：加藤義夫 補作：勝田香月 作曲：杉山長谷夫
- 木更津行進歌[11]。

作詞：木更津市選定 作曲：杉山長谷夫
市民歌と同時に制定された。
松戸市
- 美しい時間の中で[12] - 1993年（平成5年）制定

作詞：荒木忠雄 補作：峯陽 作曲：小林秀雄
市制50周年記念。
野田市
- 野田市歌[13] - 1950年（昭和25年）11月3日制定

作詞：香取佳津見 作曲：古関裕而
市制施行記念。
茂原市
- いつも憧憬 - 2013年（平成25年）発表

作詞：最首としみつ 作曲：白鳥澄夫
- 素晴らしく美しい - 2013年（平成25年）発表

作詞：最首としみつ 作曲：白鳥澄夫
両曲とも「故郷に愛唱歌を」制作実行委員会選定市民愛唱歌。
成田市
- 成田市民歌[15] - 1975年（昭和50年）3月制定

作詞：今田亨三 作曲：寺内昭
下総町・大栄町の編入合併に際して市歌の扱いは「新市において検討する」とされたが、編入元の成田市が制定していた市歌がそのまま継承された。
佐倉市
- （不明）

東金市
- 東金市民歌[17] - 1965年（昭和40年）10月1日制定

作詞：白鳥省吾 作曲：佐藤吉五郎
市制10周年記念。同じ歌詞で黛敏郎が作曲した別旋律の「市民歌行進曲」も存在する。
旭市
- 旭市歌[18] - 1974年（昭和49年）4月制定

作詞：高木紅陽 作曲：八洲秀章
新設合併前の（旧）旭市の市歌である。海上町・飯岡町・干潟町との合併協議会において新設合併後の市歌は「新市において制定する」との申し合わせに基づき失効しているが、新市歌の制定は実現していない。
習志野市
- 習志野市歌[1] - 2014年（平成26年）11月1日制定

作詞：長橋正宣 作曲：富澤裕 編曲：八木澤教司
市制60周年記念。2代目の市歌である。
柏市
- 青春かしわ[19] - 1979年（昭和54年）11月28日発表

作詞：山口千恵子 補作：東条寿三郎 作曲：三橋美智也 編曲：川上英一
市制25周年記念事業「ふるさと柏のうた」として市民音頭「かしわふるさと音頭」と併せて発表されたが、平成期以降は公に演奏されていない。
2005年（平成17年）に編入合併された旧沼南町の町歌は「地域の歌」として存続している。
勝浦市
- （不明）

市原市
- 市原市民歌[22] - 1966年（昭和41年）制定

作詞：白鳥省吾 作曲：長谷川良夫
市制3周年記念。「千葉県民歌」と同じ作曲者が手掛けている。
- Happyイチハラ[23] - 2003年（平成15年）発表

作詞：清水厚史、皆川文子 補作・作曲・編曲：藤掛廣幸
市制40周年記念市民愛唱歌。
流山市
- 流山市民の歌[24] - 1982年（昭和57年）1月15日制定

作詞：岩谷時子 作曲・編曲：いずみたく
市制15周年記念。流山おおたかの森駅南口に歌碑が設置されている。
八千代市
- いつまでも - 1992年（平成4年）制定[26]

作詞：林憲也 補作：川崎洋 作曲：新実徳英
市制25周年記念シンボルソング。
我孫子市
- あびこ市民の歌[27] - 1981年（昭和56年）1月15日制定

作詞：平塚歌子 補作・作曲：小椋桂
鴨川市
- 夢よ、とどけ[28] - 1992年（平成4年）3月31日制定

作詞：鴨川市民 補作：鈴木康仁 作曲：鈴木康博
鎌ケ谷市
- きらり鎌ケ谷[29] - 1991年（平成3年）制定

作詞：杉紀彦 作曲：服部克久 編曲：島津秀雄
市制20周年記念。
君津市
- 君津市民の歌[30] - 1976年（昭和51年）9月1日制定

作詞：森菊蔵 作曲・編曲：狛林正一
市制5周年記念。
富津市
- （不明）

浦安市
- 海と緑のまち[31] - 1981年（昭和56年）制定

作詞：山本詳子 補作：岩谷時子 作曲：いずみたく
市制施行記念。
四街道市
- 四街道市歌 - 1960年（昭和35年）制定[32]

作詞：山崎馨 作曲：寺内昭
印旛郡四街道町の町制5周年を記念して制定され、市制施行後も改題・継承された。
袖ケ浦市
- 光のコスモス[33] - 1991年（平成3年）制定

作詞：篠崎淳之介 作曲：川崎祥悦 編曲：川崎絵都夫
市制施行記念。
- 君の住む街[33] - 2001年（平成13年）発表

作曲：勝呂秀次　編曲：栗田信生
市制施行10周年記念イベント・テーマサウンド。歌詞は無い。
八街市
- （不明）

印西市
- 印西音頭

白井市
- 白井音頭

富里市
- 富里音頭

南房総市
- （未制定）

安房7町村合併協議会では各町の旧町歌を「地域の歌」として継承する申し合わせが実施されたが、合併後の市歌制定については特に取り決められていない。
匝瑳市
- （未制定）

八日市場市・野栄町合併協議会では、市歌の制定に関する取り決めは特に実施されなかった。
香取市
- （未制定）

香取地域合併協議会では「新市において調整し制定する」とされているが、実現していない。
山武市
- （未制定）

山武中央合併協議会では「新市において新たに制定する」とされているが、実現していない。
いすみ市
- （未制定）

夷隅町・大原町・岬町合併協議会では、市歌の制定に関する取り決めは特に実施されなかった。
大網白里市
- 大網白里音頭

## 町村部
印旛郡酒々井町
- 酒々井町民歌[37]

印旛郡栄町
- 栄町音頭

香取郡神崎町
- 神崎音頭

香取郡多古町
- 多古町民歌 - 1984年（昭和59年）制定[38]

香取郡東庄町
- 東庄音頭

山武郡九十九里町
- 九十九里音頭 - 1964年（昭和39年）発表

作詞：星野哲郎 作曲：米山正夫
山武郡芝山町
- 芝山音頭

山武郡横芝光町
- （未制定）

横芝町・光町合併協議会では、町歌の制定に関する取り決めは特に実施されなかった。
長生郡一宮町
- まちの歌 - 1990年（平成2年）制定[39]

長生郡睦沢町
- 睦沢の歌 - 1983年（昭和58年）制定[40]

作詞：石本美由起 作曲：藤山一郎
長生郡長生村
- 長生村民歌[39] - 1976年（昭和51年）10月制定

長生郡白子町
- 白子音頭[39]

長生郡長柄町
- 長柄町民歌[39] - 1978年（昭和53年）7月14日制定

長生郡長南町
- 長南町民歌[39] - 1980年（昭和55年）3月制定

夷隅郡大多喜町
- 大多喜音頭 - 1969年（昭和44年）11月発表[41]

作詞：西條八十 作曲：古賀政男
夷隅郡御宿町
- （不明）

安房郡鋸南町
- 鋸南町音頭 - 1983年（昭和58年）発表[42]

## 廃止された市町村歌
習志野市
- 習志野市歌（旧） - 1964年（昭和39年）制定

市制10周年記念。現市歌制定に伴い廃止。
佐原市
- 佐原市民歌 - 1951年（昭和26年）10月15日制定[43]

八日市場市
- 八日市場市の歌 - 1955（昭和30年）制定[32]

匝瑳郡光町
- 光町歌 - 1967年（昭和42年）制定[38]

山武郡松尾町
- 松尾町歌 - 1959年（昭和34年）制定[40]